# Ro-2
Ro-2 (呂号第二潜水艦) — підводний човен Імперського флоту Японії. До введення в Японії в першій половині 1920-х років нової системи найменування підводних човнів мав назву «Підводний човен № 21» (第二十一潜水艦).
На початку своєї історії підводні сили Імперського флоту активно використовували кораблі, придбані за кордоном, споруджені за ліцензією або спроєктовані на їх основі. Спершу в 1900-х роках придбали субмарини від американської Electric Boat Company («Тип1») та британської Vickers («Тип C1»), у першій половині 1910-х замовили кораблі у французької Schneider («Тип S1»), а за кілька років компанія Kawasaki придбала в італійської Fiat-Laurenti проєкт підводного човна, за яким спорудила 2 кораблі, відомі як тип F1. Їх конструкція виявилась невдалою, зокрема, за результатами експлуатації максимальну глибину занурення обмежили 20 метрами при проєктному показникові в 50 метрів. Крім того, фактична надводна швидкість виявилась лише 13 вузлів замість проєктних 18 вузлів. Як наслідок, на основі F1 не створили будь-яких інших типів підводних човнів (не рахуючи незначного удосконалення конструкції у типі F2).
Одним з представників типу F1 став «Підводний човен № 21», який завершили будівництвом у квітні 1920 році та класифікували як належний до 2-го класу. 16 жовтня 1920-го корабель включили до складу 14-ї дивізії підводних човнів, що базувалась на Куре, але вже 1 грудня того ж року перевели до військово-морського округу Сасебо у 21-шу дивізію підводних човнів.
1 листопада 1924-го «Підводний човен № 21» перейменували на Ro-2.
1 квітня 1932-го Ro-2 виключили зі списків ВМФ, а в жовтні 1934-го використали в експерименті з порятунку затонулого підводного човна.